# Những cuộc phiêu lưu của Pinocchio
Những cuộc phiêu lưu của Pinocchio (tên tiếng Ý: Le avventure di Pinocchio), được xuất bản năm 1883, là cuốn tiểu thuyết dành cho thiếu nhi của tác giả người Ý Carlo Lorenini dưới bút danh Carlo Collodi. Cuốn tiểu thuyết cũng bao gồm nhiều bức tranh do chính Collodi vẽ. Tác phẩm đã được dịch sang hơn 240 ngôn ngữ (bao gồm cả tiếng địa phương) và cho đến nay đã bán được hơn 80 triệu bản khắp thế giới, trở thành một trong những sách bán chạy nhất của mọi thời đại và được phát triển trở thành một sê ri truyện tranh có 39 chương. Truyện còn được dùng như tài liệu cho những người muốn làm quen với ngoại ngữ.
Collodi đã trở nên cuốn hút bởi ý tưởng của việc sử dụng một nhân vật đáng yêu, vô lại như một phương tiện thể hiện niềm tin của mình thông qua câu chuyện ngụ ngôn. Năm 1880, ông bắt đầu viết Storia di un burattino ("Câu chuyện về một con rối"), còn gọi là Lê avventure di Pinocchio (Những cuộc phiêu lưu của Pinocchio), được xuất bản hàng tuần trong Il Giornale dei Bambini (Ý tờ báo đầu tiên cho trẻ em), tác phẩm đã được dịch ra nhiều thứ tiếng và đã được hãng Walt Disney chuyển thể thành phim Pinocchio.

## Nhân vật
- Pinocchio
- Mister Geppetto
- Cô tiên xanh
- Mangiafuoco
- Lampwick

## Chuyển thể
Cuốn tiểu thuyết năm 1883 của Carlo Collodi Những cuộc phiêu lưu của Pinocchio có một ảnh hưởng phổ biến trong phim ảnh và hoạt hình. Danh sách dưới đây chỉ đề cập đến những phim được chuyển thể hoàn toàn theo tiểu thuyết:
- Pinocchio (phim 1940), phim hoạt hình của Disney
- Những cuộc phiêu lưu của Pinocchio (phim 1947), hoạt hình câm
- Pinocchio (phim 1972), hoạt hình
- Những cuộc phiêu lưu của Pinocchio (phim 1972), phim truyền hình
- Pinocchio and the Emperor of the Night, 1972, hoạt hình
- Những cuộc phiêu lưu của Pinocchio (phim 1996), phim truyền hình
- Pinocchio (phim 2002) (Roberto Benigni)
- Pinocchio 3000
- Pinocchio (phim 2012), hoạt hình